# 1732 au Canada
Pour un article plus général, voir Chronologie du Canada.
Cet article traite des événements qui se sont produits durant l'année 1732 au Canada.

## Événements

### Nouvelle-France
- 14 juillet :  La Vérendrye arrive au fort Saint-Pierre ; il se rend peu après au lac des Bois et y construit à l’automne le fort Saint-Charles[1].
- 16 septembre : tremblement de terre à Montréal[2].

- 29 octobre : concession de la Seigneurie de Rigaud aux fils du marquis de Vaudreuil, Pierre et François-Pierre[3].

- 24 novembre : le gouverneur Joseph de Monbeton de Brouillan se plaint que le navire Le Rubis a apporté la petite vérole à Louisbourg[4].

- Jean-François Eurry de La Pérelle devient commandant de l'Isle Saint-Jean.
- Jean-Pierre Roma établit un site de pêche à l'Isle Saint-Jean.
- Fondation du village Sainte-Anne-des-Pays-Bas par des acadiens sur le site actuel de la ville de Frédéricton.
- Fondation de Vincennes dans les Pays-d'en-Haut.
- L'intendant Gilles Hocquart fait aménager dans son palais une place pour entreposer les archives de la Nouvelle-France[5].
- Construction par les jésuites d'un moulin à farine à la chute Kabir Kouba à Loretteville près de Québec.

### Possessions anglaises
- Début de la construction du Fort Prince-de-Galles sur la Baie d'Hudson.

## Naissances
- 5 février : William Amherst, militaire († 1781).
- 8 octobre : Joseph Périnault, marchand et politicien († 31 janvier 1814).

## Décès
- 2 mars : Louis de Pastour de Costebelle, administrateur colonial (° 1658).
- 6 mai : Jean-Louis de la Corne de Chaptes, militaire (° 23 octobre 1666).
- 22 mai : François Vachon de Belmont, sulpicien (° 3 avril 1645).
- 20 novembre : Daniel d'Auger de Subercase, dernier gouverneur de l'Acadie (° 12 février 1661).